# 中文書面語
書面中文，又稱书面漢文，是由代表中文的汉字组成书面文，以文言文或白话文行文。汉字不由字母表或紧凑的音节表构成。它的书写系统大致是文字音节——即一个字通常代表汉语口语中的一个音节，它本身可以是一个词，也可以是一个多音节词的一部分。春秋時代的「雅言」和當時的口語差別不大，但口語和書面文這兩套系統大約在東漢開始分離，言文分離後的文言文是「仿古的書面文」。北宋的話本和章回小說是在口語基礎上加工的書面文，基於宋代汴洛官話口語的官話白話文萌芽。粵語白話文萌芽於明末，在清末高速發展。吳語白話文和臺語白話文亦同。不同漢語的母語者在口語較難溝通，但他們書寫的文言能互相溝通。民國初年，白話文運動倡導「我手寫我口」後，官話口語入文取代文言，成為現代最常用的文字（官話白話文），不過夾雜文言或使用較為書面化的詞彙、文法、成語的行文仍存在不少。

## 文體

### 文言文
古代文言文源自中國春秋戰國時期的漢語口語。據胡適考證，至漢代，文言文已經脫離了日常口語，而當時的書面語已經開始向復古和口語化兩個方向發展。 至中國唐宋時期，漢語口語與先秦時期口語差異愈加明顯，此時，有三種書面語。一種書面語模仿上古漢文書面文獻，如唐宋八大家的散文，即古文運動的作品；另一種是在兩漢至魏晉南北朝漢語基礎上所形成的書面語，即今日的漢文，如西漢《史記》、東漢佛經翻譯、 南北朝劉義慶的《世說新語》；第三種則是各種白話文的源頭，如唐代的變文 、宋代的話本等。到了元、明、清的近世時期，情況與中古時期類似，既有模仿上古的書面語，如桐城派的散文，亦有今日所謂的文言（如明史、清史稿），又有所謂的近代白話，比如《水滸傳》、《西遊記》等。
由於文言文並不是一時一地的一種語言，因此不同時代或地區的文獻，在語法和詞彙上會有差異。但兩千年來，漢語的標準書面語都是文言文，甚至影響鄰國如朝鮮、日本、琉球、越南等，形成漢字文化圈。數個世紀以來，文言文漸漸採用口語的語法。然而，到20世紀，文言文與任何現代漢語變體都截然不同，必須分開學習。學習文言文者，無論諳何種漢語都能夠相互以文言文溝通。例如，官話使用者會說「yī、ㄧ」，而粵語使用者則說「jat1」，閩南語使用者卻說「chi̍t/tsi̍t」，但是懂得漢字的人（含前三者）都會看得懂「一」字 。
在現代中文書面語中，已經很少使用純文言文。官話白話文是現代中文書面語之主流。

### 白話文
自辛亥革命之後，中國普遍有著各種改革舊有文化的思想；知識分子陳獨秀、胡適等除了大力引進各種西方學說，標榜科學與民主外，因鑑於文言文有礙於表情達意，也鼓勵白話文。他們積極提倡以近口語的白話文代替文言文，強調「我手寫我口」，競相出版刊物，如《新青年》等，為文學帶來一片新思潮。隨著1919年所發生的五四運動，當時全中國瀰漫著一片反傳統、求革新的呼聲，進一步推助了白話文運動的發展。
新文學運動之後，白話文運動取得成功，以符合官話口語詞彙、語法的白話文逐漸取代了與口語脫離的文言文。與此同時，中國各地語言都相繼出現了各自的口語書面化嘗試和努力。但在台灣和中國大陸，政府強制推廣基於官話制定的官方標準語（「國語」或「普通話」）及相應的官話白話文，令各地一度出現的口語書面化運動無疾而終。然而在英屬香港和以粵語人群為主的海外華人社區，語言沒有受到限制。粵語在相對自由寬鬆的環境中發展，符合粵語口語詞彙、語法的粵語白話文也得以延續並在民間廣泛使用。臺灣自解嚴後，一度受壓抑的臺語白話文最近有復甦跡象。吳語白話文亦一度興起。
目前所謂的「白話文」原則上並不與任何單一漢語分支掛鉤。不過其顯然代表着官話的詞彙與句法，論地理面積或使用者人數都是最廣泛使用的漢語變體。漢語分支不僅發音有別，其所用的詞彙和語法在某些情況下也有所不同。不過雖然現代所謂的書面語與官話白話文十分相似，但是不同漢語分支使用者或多或少學習過官話白話文，故可提供諳不同分支者溝通的空間，祇是官話白話文在非官話的漢語分支中通常並不符合語法。所謂通用中文，就是最大公約數、各方方言者都能懂的白話文。。

## 文字體系
中文主要採用漢字記錄，偶爾也會使用拉丁字母、斯拉夫字母及阿拉伯字母記錄。

### 漢字
漢字並非字母或者音節文字，相反，為语素文字。由於漢字發明時，漢語口語是單音節；也就是說表述獨立概念的單詞通常都是一個音節，故此每個漢字代表著一個單音詞。後來口語漸漸變成多音節，不過因為多音節詞語一般是由悠久的單音詞組成，所以漢字一直都用來代表漢語的個別音節。在現代，漢字用於代表口語上的一個音節，本身可以是個單詞，多個漢字亦可以組成詞語。漢字通常是由代表物體、抽象事物或者發音的部分組成。人們需要熟記許多漢字才得以讀寫漢語，受過教育的華人認得大約4000字左右。西方人學習漢字多輔以西方字母。

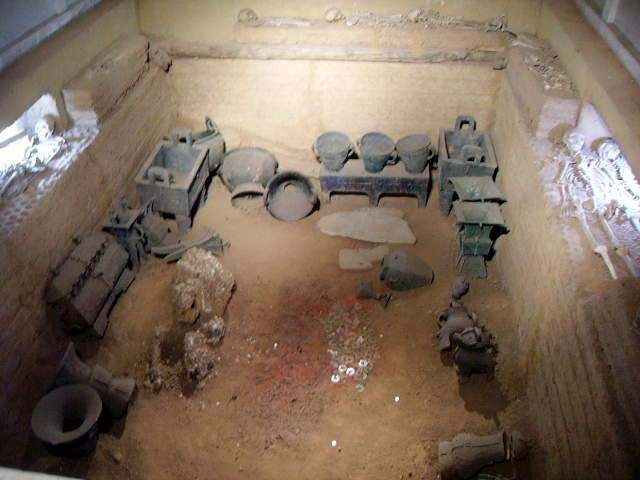
婦好墓，發現大量甲骨文

漢字為中國上古時代的先民所發明創製用來記錄漢語，可追溯到約西元前1200年至西元前1050年的商朝晚期，不過據說在再早幾個世紀前漢字就已經開始形成。經過一段時間的變異及演化後，秦朝（公元前221年至公元前206年）統一漢字。自秦漢隸變以來，漢字就與今日的正體字相若，並連續為中文使用者所使用，漢字與文言文象徵連續文明。
漢字字體歷經過長久改進及演變。現代漢字可粗略分為傳統的繁体字與经人工调改后的簡化字兩大標準，前者主要用於香港、澳門以及臺灣，而後者由中國大陸制定使用，並為新加坡、馬來西亞、印度尼西亞等國家採用。除標準字體外，也演變成中國書法各式各樣的字形。部分漢字已經被其他東亞文化圈語言採用作為書寫系統之一部分，例如日文、韓文以及越南文。
漢語變體的詞彙差異也引起「地方漢字」以及古漢字的非正式使用。粵語（廣東話/廣府話）獨特於其他非官話區域語言之處，是粵語擁有規範書面語系統，也有大量粵語字，並在粵港澳一帶以及海外粵籍華社之間使用。目前廣東話書面語在綫上聊天室與即時通訊相當流行，只是廣東話使用者在正式書面溝通時一般仍會使用官話白話文。臺灣等地亦以同樣的方式使用福建話，只是缺乏粵語的規範程度。不過，目前中華民國教育部正在發行臺灣閩南語的標準使用漢字，供教學以及一般民眾之用。

#### 簡化字
1956年1月28日，中華人民共和國國務院全體會議第23次會議通過了《關於公佈漢字簡化方案的決議》。 。1956年1月31日《人民日報》全文發表了國務院的《關於公佈〈漢字簡化方案〉的決議》和《漢字簡化方案》。自此，中國大陸通用簡體字。

### 拉丁字母

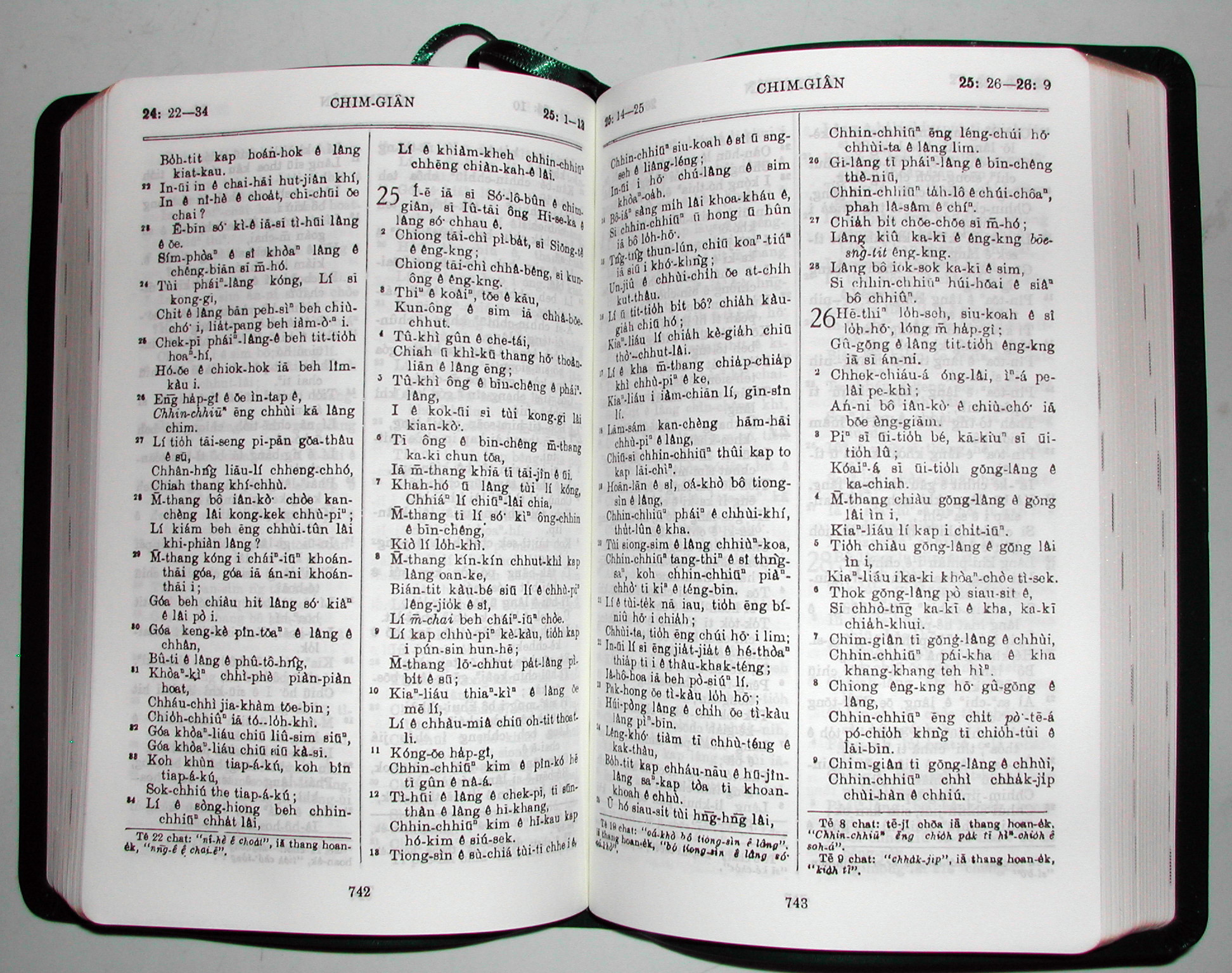
以白話字印刷之聖經

採用拉丁字母紀錄中文源自華人和西歐傳教士合作。目前較具規模採用拉丁字母紀錄中文有閩南語的白話字。

### 斯拉夫字母
1862至1878年同治陝甘回變期間，及1881年2月12日《聖彼得堡條約》簽訂後，中國回族分批移居到俄羅斯境內，演化成東干族。其所使用的中原官話和蘭銀官話遂演變成獨突的語言變體東干語。並在蘇聯影響下，1954年後轉用斯拉夫字母書寫。有學者形容這是「唯一以斯拉夫拼音的中國方言」。與其他漢語變體相比，東干語發展全面：除了有自己的文學，亦有報紙及課本。

### 阿拉伯字母
於公元7世紀中葉唐代，伊斯蘭教與阿拉伯語和波斯語傳入中國。此等外族與西域民族融合，形成現今的回族。 其後大元政府專門在各個行省設立「回回國子學」和「回回國子監」此類回回語言文字學校，教授學習兼研究「亦思替非文字」（即波斯文字）。 伊斯蘭教為避免《古蘭經》經義在翻譯中變義，要求其教徒以傳統阿拉伯語的原文閱讀《古蘭經》。信奉伊斯蘭教的教徒從小（5、6歲）就去經堂學習阿拉伯語與《古蘭經》經文。中國不少教徒住在陝甘寧青等教育水平、生活水平較低的村鄉，漢字水平不高，為了背誦《古蘭經》，經常於自己的筆記中用阿拉伯字母拼寫中文，也時常用這種方式給阿拉伯語經文中的字詞加上中文註解。 由此形成一套運用阿拉伯字母書寫中文的文字系統。

## 書寫方向

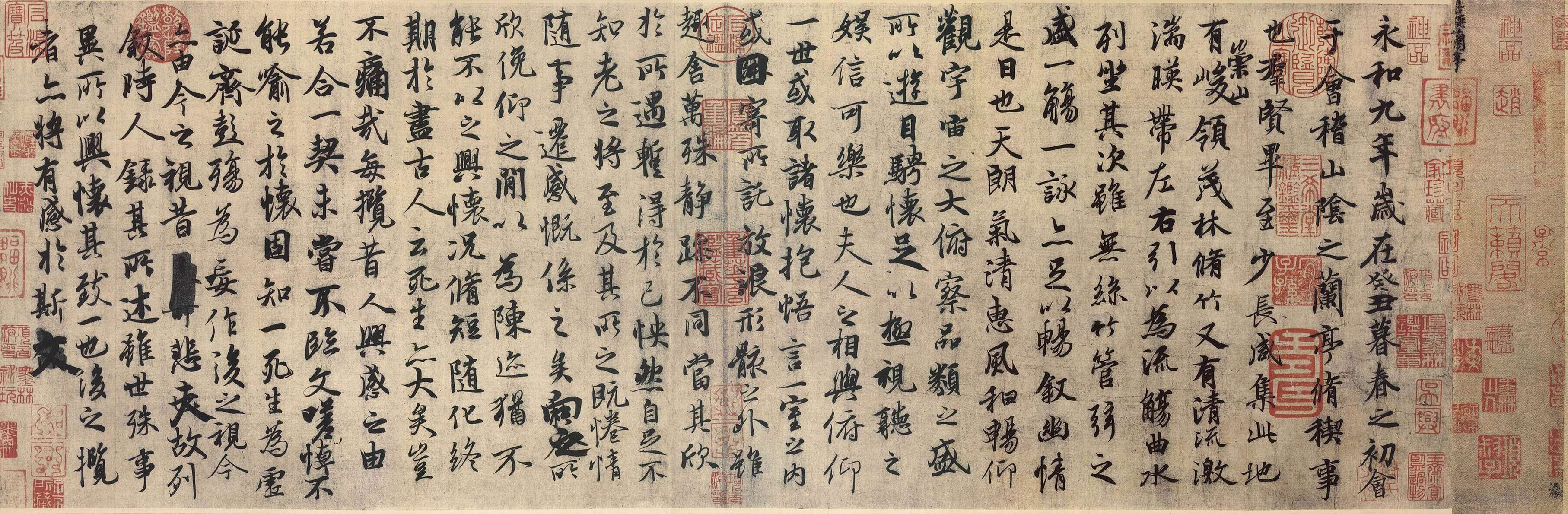
王羲之的《蘭亭序》便採取傳統中文的書寫方式。

傳統中文使用漢字從上而下書寫，縱行之間由右至左書寫。不過隨着中西文化交流，現今也會仿照拉丁字母以橫排從左至右書寫，橫排的列由上而下排列。